# Верховский, Николай Иванович
Никола́й Ива́нович Верхо́вский (1831 — 15 [27] апреля 1893) — духовный писатель, магистр Санкт-Петербургской духовной академии, протоиерей.

## Биография
Верховский родился в семье священника Петербургской епархии. В 1853—1857 годах он прошёл обучение в Санкт-Петербургской духовной академии, которую окончил 8-м магистром XXII курса. Сочинением на степень магистра стало труд «Церковь иерусалимская от конца XI до начала XVI века». 
После окончания учёбы был определён священником при Троицкой церкви на Петербургской стороне. Рукоположение состоялось 5 декабря 1857 года. В ноябре 1867 года Верховского перевели к Симеоновской церкви на Моховой — храму Симеона Богоприимца и Анны Пророчицы. В 1879 году состоялось возведение писателя в сан протоиерея, после которого в том же году он стал настоятелем церкви. 
Умер Верховский 15 апреля 1893 года. Был похоронен на Покрово-Дмитриевском старообрядческом кладбище.
Верховский занимался также законоучительством и различной деятельностью по делам епархии. В частности, он по выбору духовенства стал депутатом епархиальных съездов в 1869, 1872 и 1877 годах, был выбран также членом благочиннического Совета. Также Верховский был известен как автор различных литературных произведений. С 1865 года он был членом Комиссии при Священном Синоде по приведению в порядок Синодального архива. Итогом работы Верховского в этой комиссии составленные и опубликованные ими один том «Описания документов и дел, хранящихся в Архиве Св. Прав. Синода» и один том «Полного собрания постановлений и распоряжений по Ведом. Правосл. Исповедания Российской империи». Как исследователь он занимался историей раскола: «Согласные и несогласные в Черниговских посадах в конце XVIII стол.» («Странник», 1863). Также его принадлежит сочинение «Царство Божие по изображению его в притчах Христа Спасителя».